# 8N
8N es el nombre dado a una masiva movilización ocurrida el 8 de noviembre de 2012 en la Argentina y otros países, que tuvo un perfil fuertemente opositor a la presidenta Cristina Fernández de Kirchner. Las consignas y reclamos de los manifestantes estaban referidas a las políticas de la presidenta, y sus funcionarios, contra la corrupción, contra una eventual reforma constitucional, contra el impuesto a las ganancias que pagaban los trabajadores, contra la inflación, por una justicia independiente, por libertad de prensa, contra la inseguridad, contra las restricciones para la compra de dólares, y reclamando libertad y educación, entre otras.
Tanto la difusión de la fecha como la convocatoria se realizó través de diferentes redes sociales digitales, correos electrónicos, mensajes de texto y medios de comunicación de masas. Algunos partidos políticos opositores o dirigentes de los mismos a títulos personal, se sumaron o adhirieron a la convocatoria, y participaron en la misma.
Los medios hablaron de un millón de personas protestando. El Ministerio de Justicia porteño contabilizó 700 000 personas en Buenos Aires, hubo 55 000 personas en Córdoba, 20 000 en Mendoza, 10 000 en Tucumán y Mar del Plata y varios miles en el resto del país, ello sin contar la gran cantidad de argentinos que se congregaron a protestar en diferentes ciudades del mundo.

## Antecedentes
El 23 de octubre de 2011, se habían realizado elecciones presidenciales en Argentina, en las cuales  la presidenta Fernández de Kirchner había resultado reelecta.
El 22 de diciembre de 2011, a instancias del gobierno nacional, fue modificada la Ley Antiterrorista, en un controvertido debate que incluyó apreciaciones en cuanto a que la ley podría ser utilizada para tratar a las corridas cambiarias, la prensa opositora y las protestas populares como actos tendientes a desestabilizar al gobierno. La ley fue promulgada por decreto presidencial el 28 de diciembre en un paquete que incluyó también la ley de Pasta Celulosa y Papel para Diarios.
En febrero de 2012, el periodista Nicolás Wiñazki publicó una nota en Clarín donde afirma haber establecido una relación comercial y personal entre Amado Boudou, Alejandro Vandenbroele (dueño de la ex Ciccone Calcográfica) y Carosso Donatiello, afirmando además que producto de esta relación la imprenta habría sido beneficiada con la concesión de un trabajo de impresión de billetes de 100 pesos por valor de 50 millones de dólares. El día 22 del mismo mes ocurre el accidente ferroviario de Once de 2012 donde fallecieron 51 personas y más de 703 resultaron heridas. Posteriormente, la causa judicial tuvo 21 condenas en primera instancia, de las cuales 20 fueron ratificadas en la apelación. Fueron condenados por la Justicia el ministro de Transporte Julio de Vido, el Secretario de Transporte Juan Pablo Schiavi, el anterior Secretario de Transporte Ricardo Jaime, el director de Cometrans, la empresa que debía controlar a TBA, Marcelo Calderón, los ejecutivos de TBA, el maquinista Marcos Córdoba y el empresario Claudio Cirigliano.
Referentes de distintos sectores acusaron a la administración de Cristina Fernández de Kirchner por la falta de control y el mal estado de los trenes a cargo de TBA, entre ellos Rubén Sobrero, partidos políticos como Proyecto Sur, UCR, ARI y varios más, y organismos de control como Auditoría General de la Nación.
En abril de 2012, renuncia Esteban Righi a su cargo de procurador general de la Nación, luego de ser denunciado por Amado Boudou. El fiscal impulsaba la investigación que apuntaba a Boudou por Ciccone. Boudou sostuvo ante la Justicia que el estudio que integra la esposa de Righi le ofreció hacer lobby en los tribunales de Comodoro Py, presagiándole que iba a tener problemas, lo que el vicepresidente vincula con la causa judicial en su contra que estaba a cargo de la Procuración de la Nación. Boudou denunció también que el titular de la Bolsa de Comercio, Adelmo Gabbi, se presentó ante él en 2011 sugiriendo un virtual arreglo económico para favorecer a la empresa Boldt en su intento de retener el manejo de la quebrada Ciccone Calcográfica. Righi apoyó la designación como juez de Daniel Rafecas y por lo tanto de Carlos Rívolo. El candidato impulsado por la presidencia para reemplazar a Rhighi, Daniel Reposo, renunció a su candidatura luego de que en una extensa sesión en el Senado tuviera problemas para defender los datos aportados en su currículum y su bajo historial académico. Posteriormente, Boudou fue condenado por la Justicia a 5 años y 10 meses de prisión por considerarlo autor plenamente responsable de los delitos de cohecho y negociaciones incompatibles en la función pública por la venta de Ciccone.
En mayo de 2012, el gobierno argentino organizó una misión comercial a Angola, liderada por Guillermo Moreno y a la cual asiste también la presidenta Cristina Fernández de Kirchner. La presidenta afirmó en esa ocasión que Angola "puede ser una excelente plataforma para los empresarios argentinos". También señaló que "somos abanderados en materia de defensa irrestricta de los derechos humanos" frente a José Eduardo dos Santos, que encabeza el gobierno de ese país desde 1979, y ha reformado varias veces la constitución de ese país para permanecer en el cargo. La visita sucede en medio de una polémica por el reparto de medias con la leyenda “Clarín Miente” hecha a niños angoleños por Mauricio Benítez, funcionario de la municipalidad de La Matanza en el área de la secretaría de Prensa y Difusión y militante de la JP Evita. Angola es considerada uno de los países más corruptos del mundo.
En julio de 2012, el Banco Central de la República Argentina emitió el comunicado 5318 A, donde se oficializa la prohibición de comprar dólares para atesoramiento. La circular A 5318, suspende otra normativa que permitía esa opción (el punto 4.2 del anexo a la Comunicación A 5236). La venta de dólares a particulares para atesoramiento venía siendo controlada desde octubre de 2011.
Durante los primeros días de octubre de 2012 se produjo la insubordinación de varios destacamentos (Buenos Aires, Jesús María, Bariloche, Tucumán, Salta, Jujuy, Rosario y Tierra del Fuego) de las fuerzas de Gendarmería y Prefectura motivado por un decreto presidencial que tuvo el efecto de un drástico recorte en los haberes percibidos por los efectivos de esas fuerzas.
Casi simultáneamente, la Corte Suprema de Ghana emitió una orden para detener a la fragata ARA Libertad en el puerto de Tema, haciendo lugar a un pedido emitido por los demandantes NML Capital Limited de Elliot Management y Huntlaw Corporate Service, un grupo que representa legalmente a todo tipo de fondos de inversión, en un intento por cobrar algunos fallos que obtuvieron en su favor en las Cortes de Nueva York, ante lo que calificaron como un incumplimiento del gobierno argentino en cuanto a sus obligaciones internacionales. Hacia el final de ese mes el think tank kirchnerista Carta Abierta emite un borrador titulado "La diferencia" que explicita en su último apartado la necesidad de la reforma constitucional con el fin de habilitar un nuevo mandato presidencial, haciendo un llamado a "la continuidad institucional del actual liderazgo" de la presidenta Cristina Kirchner. La propuesta pronto se extendió a diversos referentes del oficialismo.

## Redes sociales y convocantes
En el primer semestre del año 2012, algunos sitios web de orientación opositora a C. Kirchner organizados en las redes sociales, como El cipayo, No más K. Unamos nuestros votos, Argentina sin korrupción, cacerolazos anti k (Veconica) El anti K, Legión anti k, Indignados argentinos o Somos el 46%, comenzaron a convocar cacerolazos (en general a través de Facebook y Twitter) El primero se concretó el viernes 1 de junio, en diversos puntos de la Ciudad de Buenos Aires, especialmente en la zona norte, destacándose el de la esquina de Callao y Santa Fe en Barrio Norte.
Los medios oficialistas sostenían que la movilización del 8 de noviembre estaba basada en una campaña financiada por la Fundación Pensar —el think tank del PRO—, investigada por lavado de dinero, que según ellos, "obtuvo recursos del gobierno de la ciudad por al menos $1 302 153 para beneficiar ilícitamente a la Fundación Pensar, valiéndose de la Fundación CEPPA e invocando fraudulentamente el Régimen de Promoción Cultural". El PRO, en ese momento en la oposición, fue el partido que le ganó las elecciones siguientes, en 2015.

## Consignas
La movilización contó con diferentes consignas entre las que se incluyeron pedidos en contra de la inseguridad, por los casos de corrupción que salpicarían a algunos funcionarios, las restricciones a la compra de dólares, el apoyo de algunos sectores oficialistas a una eventual reforma constitucional que pudiera permitir una nueva reelección de la presidenta Cristina Fernández de Kirchner, y la forma de medir la inflación.
Los manifestantes arrojaron sobre la Avenida 9 de julio panfletos con mensajes en defensa de la libertad nacional, reclamaron una mayor seguridad, un verdadero respeto por la libertad de prensa, un poder judicial independiente, una política que mantenga la inflación bajo control y se pronunciaron en contra de una posible reforma constitucional. Incluso en cada plaza del país hubo puntos de reunión, cada provincia salió en familia a manifestar, una referente, Verónica Moreno, quien organizó el cacerolazo en las provincias con puntos y horarios. Al saberse de esta convocatoria, argentinos en el exterior también hicieron su protesta por un país mejor. y por una mejor calidad institucional. A la manifestación llegaron columnas procedentes de distintas zonas del conglomerado, incluso de la zona sur.

## Opiniones desde el oficialismo
El senador Aníbal Fernández afirmó, en el programa de «Magdalena tempranísimo», que

"[…] la organización de las marchas fue financiada por la Sociedad Rural y diversas fundaciones lideradas por dirigentes del PRO […] El único objetivo es la defensa de los derechos del Grupo Clarín, que incentiva y genera todo este tipo de acciones. Cuando envían cadenas de mails exigiendo que no haya más Fútbol Para Todos, van contra la gente común, no contra el Gobierno".
Aníbal Fernández.

Los asesores del senador manifiestan haber identificado a algunos de los organizadores, entre ellos a un excapitán de la Armada, una periodista de La Nación y a operadores de la Fundación Libertad y Progreso (entre cuyos directivos figura el ex-radical Ricardo López Murphy), el Partido Liberal Libertario y la Unión por Todos.

### Campaña "8-N yo no voy"

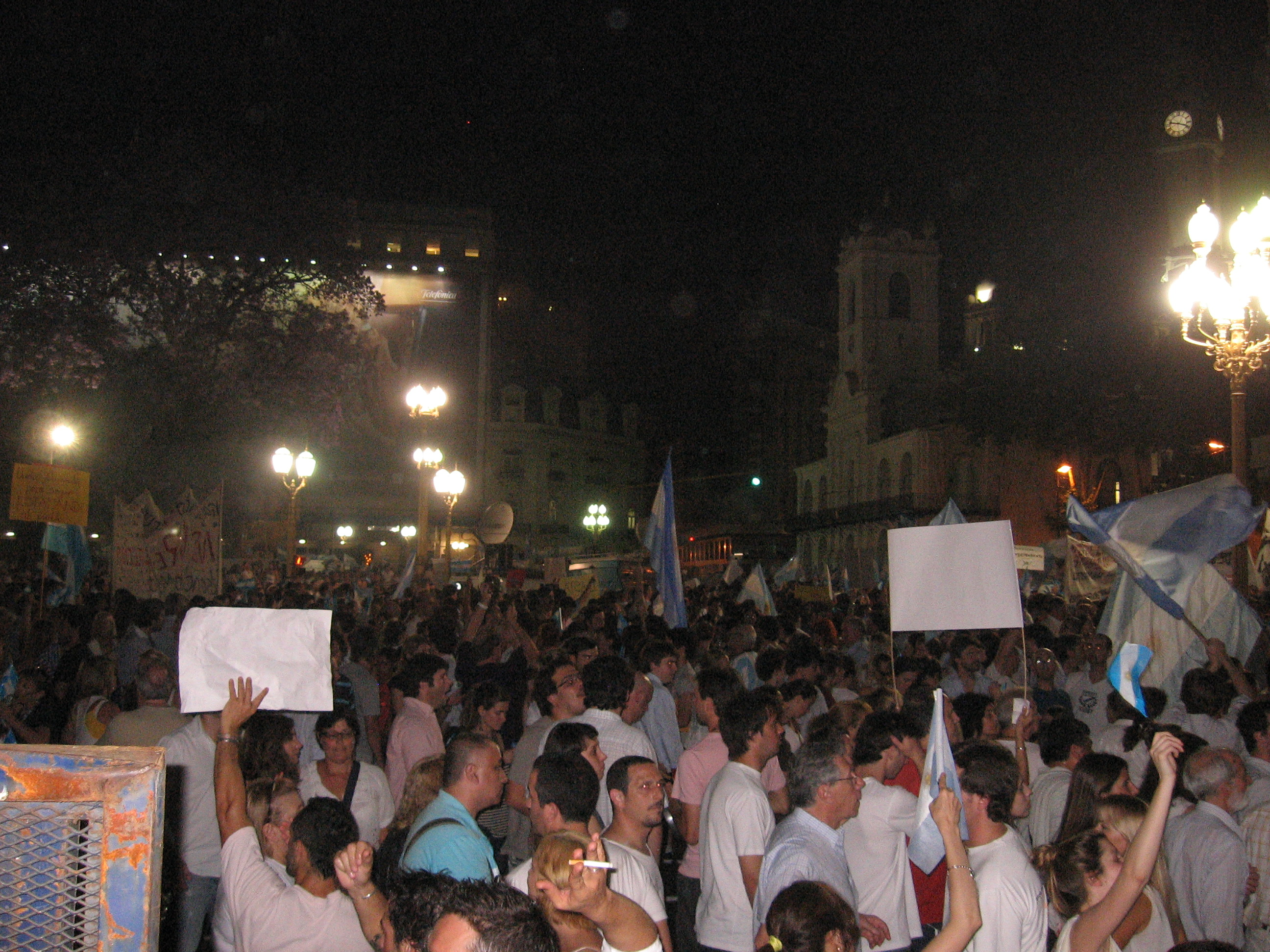
8N frente al Cabildo.

Desde las mismas redes sociales en las que se convocaba a la manifestación del 8N, se comenzó a gestar el 8 de octubre una contracampaña denominada "8-N yo no voy" que obtuvo unos 32 mil adherentes y cuyos organizadores fueron Juan Carlos Romero López (especialista en mercadeo en línea), Jorge Schussheim (ex-publicista) e Ivy Cángaro, que, si bien rechazan tajantemente el responder al gobierno, se describen como ciudadanos independientes con simpatía hacia el kirchnerismo. La propuesta se basó en que las personas envíen sus fotografías y argumenten su falta de asistencia a la protesta.
La diputada nacional Patricia Bullrich sostuvo que la campaña estaba financiada por el gobierno a través de la agencia S+C+W (Schussheim, Cosin, Weinsteiner) Estrategias en Marketing Político. y que, además, los organizadores perseguían fines comerciales con ésta Juan Carlos Romero, administrador principal de la propuesta negó las afirmaciones de la diputada Bullrich.

## Lugares de la protesta

### En Argentina
En diferentes ciudades del interior también hubo movilizaciones, como en Córdoba, en Rosario, cerca del Monumento a la Bandera, en la localidad de Olivos, en Mendoza, en San Miguel de Tucumán, en Bahía Blanca,

### En el exterior
La protesta del 8N tuvo convocatoria también en otras ciudades del mundo. Hubo protestas de argentinos en Sídney, Madrid, Barcelona, Ginebra, Londres, Miami, Nueva York, Viena, Varsovia, Berlín, Roma, Milán, París, La Haya, Hamburgo, Estocolmo, Atlanta, Montevideo, São Paulo, y Asunción.
En los Estados Unidos, donde hay una importante comunidad de argentinos, las protestas se replicaron en varias ciudades, con carteles en los que expresaban su rechazo a "la inseguridad, la inflación, el patoterismo, la corrupción" y "la re-reelección".
Esta modalidad de protesta mundial fue una de las principales caracteristias del 8N. En cada una de las ciudades del mundo en que fue realizada, los argentinos se congregaron siempre a la misma hora local: 20 hs. Así, las noticias de protestas en cada parte del mundo se fueron sucediendo a lo largo del día por la diferencia horaria, anticipando desde la primera de ellas en Sídney, Australia, noticias sobre el 8N durante toda la jornada, hasta su desenlace en la Argentina.

## Distintas cifras sobre las personas movilizadas

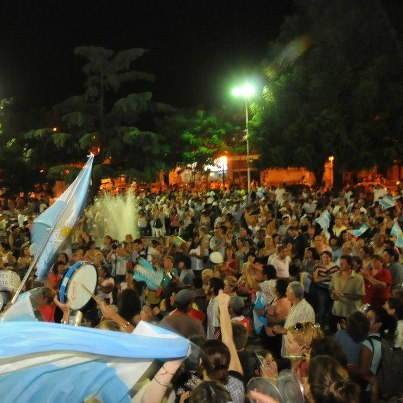
Miles de manifestantes protestando frente a la municipalidad de San Miguel en la provincia de Buenos Aires durante el 8N.

Según la Policía Federal Argentina, se congregaron frente al obelisco alrededor de 70 000 personas y en el resto del país unas 60 000, totalizando unas 130 000.
Según la Policía Metropolitana, en la Capital Federal habría convocado a 700 000 personas, de las cuales 500 000 se reunieron en los alrededores de la Plaza de Mayo y en torno al Obelisco; mientras que otras 200 000 lo hicieron en numerosas plazas y esquinas barriales.
Los registros fotográficos de la jornada no dejan lugar a dudas sobre la envergadura de la protesta tanto en cantidad de participantes como en la enorme extensión territorial.

## Incidentes
Algunos medios locales, tales como Diario Popular, el periódico digital Continental.com.ar perteneciente a Radio Continental, y Tiempo Argentino, hicieron hincapié en los tres incidentes. El primer incidente registrado fue un ataque por parte de manifestantes a un transeúnte que se manifestó en desacuerdo con la protesta, que fue golpeado en la esquina de Avenida Rivadavia y Avenida Acoyte, en el barrio porteño de Caballito.

### Agresiones a periodistas
La movilización fue predominantemente pacífica. Solo se registraron incidentes aislados menores. Durante la movilización se produjo un ataque contra el periodista de C5N Néstor Dib, que fue golpeado por un manifestante mientras reportaba en vivo. El agresor fue detenido por efectivos de la Policía Federal y luego puesto en libertad. Según el periódico digital Urgente24.com se habría tratado de una disputa de tipo personal «que terminó con el golpe ante cámaras de Néstor Dib».  Luego, cuando Dib comenzó a contar al aire lo que había ocurrido, un hombre apareció desde atrás y, mirando de frente a la cámara, le arrojó una trompada en el ojo derecho. Inmediatamente lo tomó del cuello, lo tiró al suelo y allí fue separado por otros manifestantes que inmediatamente reaccionaron ante la agresión.El Foro de Periodismo Argentino (Fopea) condenó anoche en un comunicado el ataque al periodista del canal de noticias C5N.

## Hechos posteriores
Con posterioridad, ese año se convocó a nuevos cacerolazos un abrazo a Canal 13 de televisión de Buenos Aires para el día 7 de diciembre, y otro cacerolazo para el 13 de diciembre, que resultaron finalmente con escasa convocatoria de personas.
Sin embargo, la última de las grandes protestas masivas que completaría una trilogía de grandes movilizaciones inspiradas en los mismos reclamos y contextos políticos, se realizó el 18 de abril del año siguiente convocando enormes concentraciones de gente en la Plaza de Mayo, el Obelisco, el Congreso y la quinta de Olivos. El 18A siguió la misma lógica de organización que las movilizaciones anteriores, con un fuerte armado a través de redes sociales por los mismos protagonistas de las protestas anteriores.

## Posturas

### Anteriores a la movilización
- Mario Barletta (UCR): Opinó que “la manifestación ciudadana convocada para este jueves es la mejor expresión de la vigencia de la vida democrática en la Argentina” y que los “partidos políticos debemos ser prudentes, estar atentos y escuchar el mensaje que darán los manifestantes. Esto es lo que debería hacer el Gobierno, escuchar lo que opinan los demás sin catalogarlos”[84] “Cuando la ciudadanía se expresa en contra de políticas que no comparte nos está hablando a quienes tenemos que proponer esa alternativa”.[85] Mario Barletta expresó que «cuando la ciudadanía habla lo que corresponde es escucharla».

- Margarita Stolbizer dijo «Somos respetuosos de la marcha, como lo somos de todas las expresiones y manifestaciones populares».[85]

- Francisco de Narváez (UCyB): “El 8 de noviembre va a ser una movilización importante y espontánea de la ciudadanía, que está siendo convocada por las redes sociales. Me parece genuina, de una sociedad que está enojada con el gobierno y también con nosotros. Nosotros somos parte de ese reclamo. La sociedad está diciendo, ’ No me gusta esto, pero vos tampoco me estás dando una alternativa, ponete las pilas ’”.[86]

- Victoria Donda (MLdS/FAP): Expresó que le parecía una falta de respeto hacia la gente que decide salir a manifestarse que la presidenta haya descalificado la protesta diciendo que es por el tema derechos humanos o porque no pueden contratar alguien por dos mangos. Aclaró que lo que a la gente no le gusta de este gobierno no es el tema de los derechos humanos, sino que le mientan con la inflación, permitan que los sigan contratando por dos mangos desde el momento que hay un 40 % de empleos no registrados, que a la gente no le gusta el gobierno porque votó una ley de ART (seguro de riesgo de trabajo) que perjudica a los trabajadores, porque votó una ley antiterrorista para reprimir a los que piensan distinto, porque no les gusta la política de minería del gobierno y porque no les gusta la corrupción de este gobierno.[cita requerida] Donda aclaró que le parecía una hipocresía que ellos, refiriéndose a Cristina y sus funcionarios, que cada vez que viajan al exterior gastan miles y miles de dólares, digan «que no se puede salir a manifestar porque gastas mucha plata afuera».[87]
 También afirmó que, más allá de los reclamos, se siente orgullosa de ser parte de un pueblo que se manifieste. Pero que no asistirá, ya que considera que no es positivo que asistan políticos un reclamo de los ciudadanos. Y afirma que los políticos tienen otros medios para expresarse y reclamar que la ciudadanía no posee.[88][89]

- Eduardo Duhalde (UP): Evitó pronunciarse específicamente, explicando “dije que por un año no iba a hacer críticas. Al Gobierno hay que darle un año, máximo si sacó el 54 por ciento. Tiene derecho a hacer sus políticas. Me mantengo en mis dichos, no ha pasado un año”.[84]

- Aníbal Fernández (FPV): Expresó: “no tengo ninguna duda de que (la movilización) es un invento de la extrema derecha paga”.[90]

- Mauricio Macri (PRO): En su cuenta de Twitter escribió “El 8N vayamos con una sola bandera, la argentina”.[91][84]

- Facundo Moyano (FPV): Consideró que la movilización era legítima en la que habrá muchos trabajadores, pero que el gremio que él dirige “no va a adherir de ninguna manera”.[92][84]

- Gustavo Posse: Afirmó que “la presidenta se ha demostrado muy activa intentando protagonizar y obviamente ha habido muy pocas menciones de ella a la marcha del 13 de septiembre” y consideró que “el gobierno no va a reaccionar y el gobierno a lo sumo lo que hará es dar respuestas espasmódicas frente al cacerolazo y el reclamo también es para la oposición que la gente le pide que se una”.[93]

- Cristina Fernández de Kirchner: Pidió a todos los argentinos que hablen con la verdad, y dijo que los que se oponen al gobierno deberían decir lo que realmente piensan y que si no les gusta el gobierno por los derechos humanos o porque a los que antes eran pobres se los podía contratar por «dos mangos» ahora no se puede, que lo digan.[94]

- Margarita Stolbizer (GEN/FAP): “La protesta expresa un cambio de humor social y me siento, como parte de la política, responsable de muchas de las cosas por la que la sociedad, en sus distintas expresiones, está demandando” y destacó que tiene “una visión positiva de una sociedad que sale y se expresa”.[85]

- Estela de Carlotto (Abuelas de Plaza de Mayo): “En un país democrático, la Constitución marca claramente el derecho a peticionar […] Primero se debería aclarar con qué objetivos se concurre a la movilización, porque yo no sé qué piden, qué proponen. Segundo, la agresividad y la ofensa a la persona de la Presidenta (Cristina Fernández) es un acto totalmente antidemocrático porque creo que debe ser respetada la jerarquía de una Presidenta elegida por el pueblo. […] Y lo que más nos preocupa son algunos signos nazis que aparecen en las manifestaciones o la reivindicación de que deberían volver los militares. Yo creo que es peligrosamente antidemocrático ya que los argentinos que conocemos la historia y la hemos sufrido sabemos todo el bien que hace la democracia”.[95]

### Posteriores a la movilización
- La presidenta Cristina Fernández de Kirchner aludió brevemente al tema, al día siguiente de la marcha, durante el discurso que realizó en la Casa Rosada en ocasión de la reunión con intendentes bonaerenses, difundido por cadena nacional. La mandataria criticó la falta de una dirigencia política que le presente a la ciudadanía un modelo alternativo y ratificó el rumbo del modelo.[7]

- Este es el problema que hay hoy político realmente en la sociedad argentina: la falta de una dirigencia política que nos presente realmente un modelo alternativo, pero de esos nosotros no podemos hacernos cargos...

- La Asignación Universal por Hijo que a algunos le molesta. ¿Por qué les molesta? Por que cuando no había esta Asignación por Hijo se podía contratar a una persona o de empleada o de asistente en la casa o de empleado golondrina por dos o tres palitos, chauchas y palitos, en cambio, cuando uno tiene uno tiene una Asignación Universal por Hijo ya tiene un piso del cual partir y por lo tanto no es que no se consiga gente para trabajar, no se consigue gente para explotar con la Asignación Universal por Hijo...

- Nosotros tenemos muchos errores, defectos y equivocaciones porque nos pasamos las 24 horas del día, es imposible no equivocarse...

- Yo estoy poniendo todo lo que tengo, sinceramente, más no tengo, estás son las neuronas que tengo, este es el tiempo que tengo y bueno lo pongo todo arriba de la mesa, como he hecho toda mi vida y sin quejarme, ni mi victimizo, odio los que se victimizan porque aquí nadie me obligó a estar.

- El senador Aníbal Fernández:[97]

no vi un mensaje claro. No sé ni a dónde va, ni quién la canaliza, ni quién es el que la expresa. No hay una comunidad de ideas, una unidad de concepción respecto de a dónde iban y por qué estaban yendo". Indicó que "queda claro que no están de acuerdo con las políticas del Gobierno. Nosotros sí estamos de acuerdo: en todo caso, nos vemos en octubre del año que viene discutiendo en las elecciones por ver quién es el que sigue adelante con las políticas públicas.

- El gobernador de Chaco, Jorge Capitanich: se refirió a la protesta como "una muestra de insatisfacción de determinado tipo de grupos o sectores" y argumentó que "lo que era espontáneo, ahora pasó a ser una marcha organizada, que tiene que ver con grupos mediáticos concentrados, que tiene que ver con una ideología política determinada".[97]

- Luis D'Elía: "Fracaso total de Magnetto, Macri, Alfonsín, Moyano, Barrionuevo, Narváez, Buzzi, Pando, Bullrich, Duhalde" y volvió a reiterar "fracaso total, en esa marcha hay 10 jefes políticos y 5 candidatos a presidente de este lado, una sola jefa, @CFKArgentina".[97]

- Hugo Moyano dijo que la presidenta parece vivir en “una especie de burbuja que no le permite ver la realidad”.[98]

- Alfonso Prat-Gay dijo: "Estoy esperando que Carta Abierta nos explique cómo es posible una protesta masiva en contra de un modelo nacional y popular".[99]

- Martín Caparrós se mostró sorprendido por la cantidad de personas que se movilizaron en distintos centros urbanos del país "sin que haya un aparato político o jefe que los lleve", dijo que "la representación política no funciona en la Argentina" y que "el kirchnerismo está en declive y no sabe cómo va a seguir".[100]
- Horacio González, director de la Biblioteca nacional e integrante de Carta Abierta, dijo: "más allá de las expresiones que se utilizan, que se ven con mayor o menor animosidad o grado de crítica de lo ocurrido, creo que es un error pensar que la Presidenta no tomó nota de la protesta". Agregando que "Lo hizo de una manera interesante utilizando una expresión que aparecía en algunos carteles que criticaban algunos aspectos o medidas del gobierno y llamo a incluir a esos otros, incluir a los que se expresan con críticas a las medidas de inclusión del Gobierno".[101][102]

- Sergio Berensztein, director de Poliarquía Consultores, dijoen un hecho histórico un impresionante y diverso conjunto de argentinos, en múltiples puntos del país y del mundo, salieron a la calle para expresar su malestar e insatisfacción con el estado de cosas que impera en el país.[103][104]
- A fines de noviembre de 2012, la Administración Nacional de la Seguridad Social (ANSES) emitió un spot en el que reproducen tres testimonios de manifestantes del 8N, criticando la política de seguridad social del gobierno de Cristina Kirchner.[105][106]

En el primer testimonio, una manifestante se queja de que "les dan casa, comida, colegio, la ropa y el hospital". En el segundo testimonio otra manifestante dice que "me sacan el salario de mi hijo para dárselos a esos vagos de mierda". En el tercer testimonio un manifestante declara que “no hay que sacarle plata a los jubilados para poder pagar jubilaciones a las personas que no merecen porque no han hecho aportes, o para regalar computadoras”. El spot a continuación, muestra a varios trabajadores y trabajadoras de la ANSES, y responde a las críticas de los manifestantes, explicando los diversos servicios que presta la repartición, la política de inclusión de numerosas personas que habían quedado excluidas y destacando la importancia de la seguridad social, finalizando con un eslogan que dice "nosotros trabajamos para todos, piensen lo que piensen". Pocos días después, el manifestante masculino que aparece en el spot, el ingeniero Alfredo Andreotti, de le empresa Telefilms, sostuvo mediante una carta abierta, que «el gobierno» manipuló su opinión «para desvirtuar una crítica más que justa y presentar los reclamos como una actitud mezquina de los que discrepan con su opinión, justamente y de buena fe». Sostuvo que los periodistas que lo entrevistaron «de muy mala fe se presentaron como estudiantes de periodismo» para filmarlo y tergiversaron sus dichos recortando parte de sus palabras.